# District de Schwytz
Le district de Schwytz est un district suisse, situé dans le canton de Schwytz. Il compte 15 communes.

## Communes
| Nom           | N° OFS | Population (décembre 2022) |
| ------------- | ------ | -------------------------- |
| Alpthal       | 1361   | +000618,                   |
| Arth          | 1362   | +012 359,                  |
| Illgau        | 1363   | +000815,                   |
| Ingenbohl     | 1364   | +009 197,                  |
| Lauerz        | 1365   | +001 124,                  |
| Morschach     | 1366   | +001 206,                  |
| Muotathal     | 1367   | +003 516,                  |
| Oberiberg     | 1368   | +000867,                   |
| Riemenstalden | 1369   | +0 00084,                  |
| Rothenthurm   | 1370   | +002 519,                  |
| Sattel        | 1371   | +002 021,                  |
| Schwytz       | 1372   | +015 685,                  |
| Steinen       | 1373   | +003 696,                  |
| Steinerberg   | 1374   | +000951,                   |
| Unteriberg    | 1375   | +002 432,                  |
| Total         | Total  | +057 090,                  |